# NGC 1255
NGC 1255 este o intermediate spiral galaxy⁠(d) situată în constelația Cuptorul. A fost descoperită în 30 august 1883 de către Edward Emerson Barnard. Se află la o distanță de 13,8 megaparseci de Pământ.